# Olave Baden-Powellová
Olave Baden-Powellová GBE (rozená Olave St.Clair Soames, 22. února 1889, Chesterfield, Anglie – 25. června 1977 Birtley Haus, Bramley) byla spoluzakladatelka Světového sdružení skautek (WAGGGS) a manželka Roberta Baden-Powella, zakladatele skautského hnutí.

## Životopis
V roce 1912 se na lodi ploucí přes oceán setkal anglický jezdecký důstojník a zakladatel skautingu Robert Baden-Powell s profesorem Soamesem a jeho dcerou Olave. Než dopluli do cíle, Robert se s Olave zasnoubil a 30. října 1912 měli svatbu.
Byla světovou náčelnicí skautů. Za první světové války, v letech 1914 – 1918, se skauti i skautky velice osvědčili. Olave měla dvě malé děti, a přesto odjela do Francie a podílela se na práci v útulku pro vojáky. V roce 1918 ji zvolili náčelnicí anglických skautek. Za rok se jí narodilo třetí dítě. Později manželé Baden – Powellovi pečovali i o tři osiřelé neteře, vychovávali tedy šest dětí.
Z podnětu Olave Baden-Powellové byl v roce 1919 založen International Council (mezinárodní rada), kterou pak vedla. V roce 1920 zorganizovala první mezinárodní konferenci skautek v Exfordu. Poté měla na starost korespondenci dětí se zahraničím.

## Vyznamenání
- Britská válečná medaile – Spojené království, 1919
- dáma velkokříže Řádu britského impéria – Spojené království, 1932 – udělil král Jiří V. jako ocenění její dobrovolnické práce[4]
- Záslužný kříž – Polsko, 1933
- Řád bílé růže – Finsko, 1934
- Medaile stříbrného výročí krále Jiřího V. – Spojené království, 1935
- Korunovační medaile Jiřího VI. – Spojené království, 1937
- Řád Fénixe – Řecko, 1949
- Národní řád cti a zásluh – Haiti, 1951
- Řád Bernarda O'Higginse – Chile, 1959
- Řád peruánského slunce – Peru, 1959
- Řád Vasco Núñeze de Balboa – Panama, 1959
- Národní řád cedru – Libanon, 1960
- Řád posvátného pokladu – Japonsko, 1963
- Řád dubové koruny – Lucembursko, 1965